# Loretokapelle (Döpshofen)

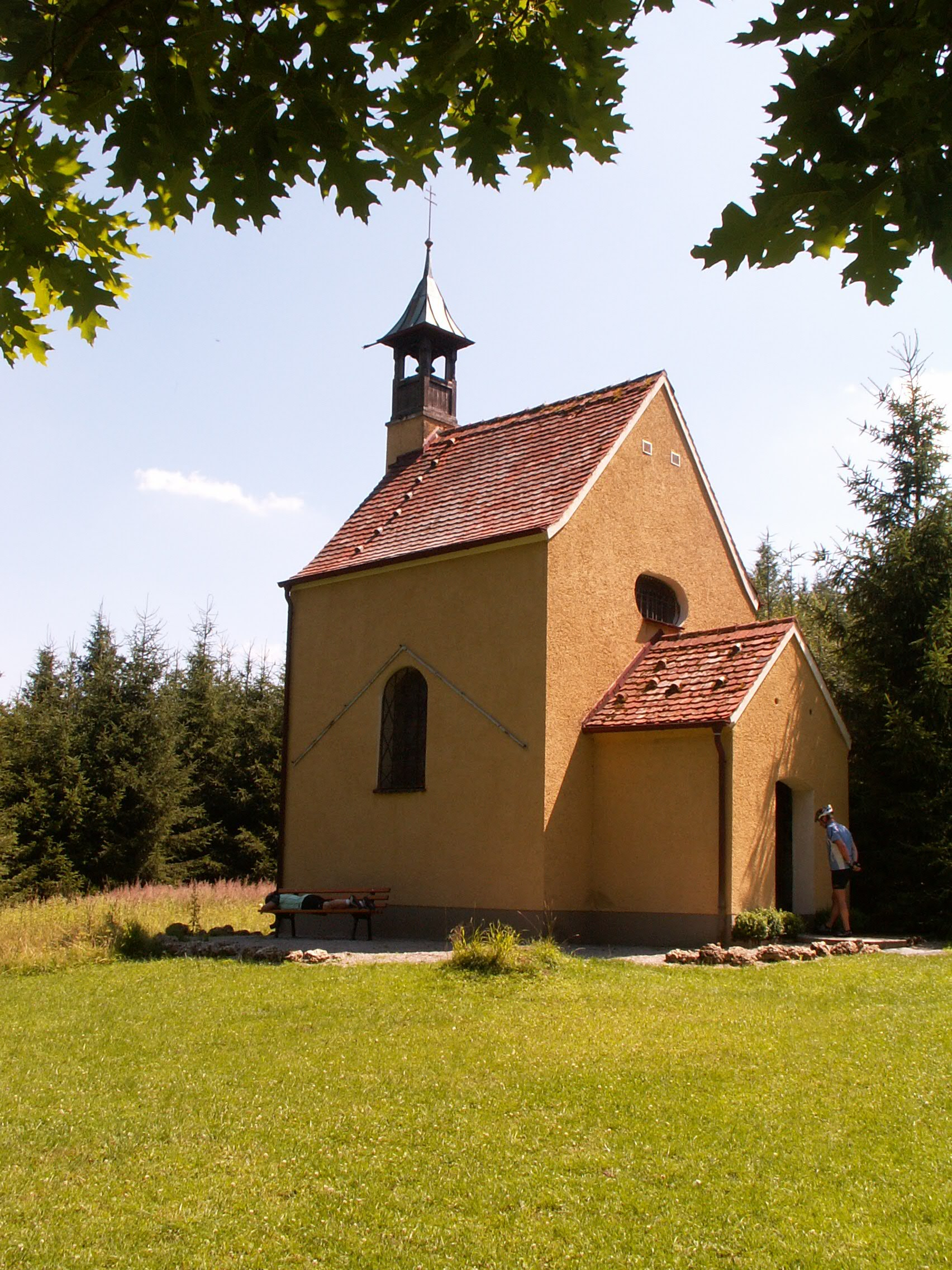
Loretokapelle in Döpshofen (2005)

Die Loretokapelle (auch Scheppacher Kapelle oder Mutter im rauen Forst genannt) in Döpshofen, einem Ortsteil der Gemeinde Gessertshausen im Landkreis Augsburg (Bayern) befindet sich zwei Kilometer östlich des Ortes im Wald und auch etwa zwei Kilometer nördlich von Reinhartshausen bzw. etwa zwei Kilometer westlich von Burgwalden. Die Kapelle ist als Baudenkmal in der Bayerische Denkmalliste eingetragen.

## Geschichte und Beschreibung
Im Jahr 1601 beauftragte das Kloster Oberschönenfeld den Bau einer Kapelle in der kleinen Siedlung Albrechtshofen. Die Äbtissin Walburga Schüßler stiftete dafür ein Muttergottesbild aus dem 15. Jahrhundert. Während des Dreißigjährigen Krieges wurde die Kapelle jedoch ebenso wie die umliegenden Höfe zerstört.
Mitte des 17. Jahrhunderts siedelten sich wieder Menschen an dem Ort an. Auf Initiative der Äbtissin Viktoria Farget entstand 1741 anstelle der früheren Kapelle eine Kirche mit einem Langhaus und einem Stuckmarmoraltar. Durch die Säkularisation gelangte die Kirche in Privatbesitz und wurde 1865 größtenteils abgebrochen. Erhalten blieb lediglich die Marienkapelle. Bis heute zieht das Gnadenbildnis im Inneren der Kapelle viele Wallfahrer und Bittgänger an.